# Sellos de España en 2000
Los sellos de España en el año 2000 fueron puestos en circulación por la Entidad Pública Empresarial Correos y Telégrafos de España (la impresión se realizó en la Fábrica Nacional de Moneda y Timbre). En total se emitieron 84 sellos postales (4 en hoja bloque), comprendidos en 29 series filatélicas de temáticas diversas.

## Descripción
| Fecha de emisión | Nombre de la serie y/o del sello (descripción) | Dimensiones (mm)         | Valor facial (ptas.)       |
| ---------------- | --- | ------------------------ | -------------------------- |
| 03.01            | «150º aniversario del primer sello español» 1) El rey Juan Carlos I y la primera serie de sellos españoles: la efigie coronada de la reina Isabel II con valor de 6 cuartos de real (color negro) | 40,9 × 28,8              | 35                         |
| 03.01            | 2) El rey Juan Carlos I y el sello con la efigie coronada de la reina Isabel II con valor de 12 cuartos de real (color lila) | 40,9 × 28,8              | 35                         |
| 03.01            | 3) El rey Juan Carlos I y el sello con la efigie coronada de la reina Isabel II con valor de 5 reales (color rojo) | 40,9 × 28,8              | 35                         |
| 03.01            | 4) El rey Juan Carlos I y el sello con la efigie coronada de la reina Isabel II con valor de 6 reales (color azul) | 40,9 × 28,8              | 35                         |
| 03.01            | 5) El rey Juan Carlos I y el sello con la efigie coronada de la reina Isabel II con valor de 10 reales (color verde) | 40,9 × 28,8              | 35                         |
| 03.01            | 6) El escudo de España en 1850 y el sello con la efigie coronada de la reina Isabel II con valor de 6 cuartos de real (color negro) | 40,9 × 28,8              | 35                         |
| 03.01            | 7) El rey Juan Carlos I y el escudo de España actual | 40,9 × 28,8              | 35                         |
| 31.01            | «Fauna española en peligro de extinción» 1) La mariposa Parnassius apollo, cuyo hábitat abarca desde el oeste de la cordillera Cantábrica hasta los Pirineos | 40,9 × 28,8              | 35                         |
| 31.01            | 2) La mariposa Agriades zullichi, natural de la Sierra Nevada | 40,9 × 28,8              | 70                         |
| 04.02            | «500 años de la imprenta de Montserrat» 1) Xilografía del Monasterio de Montserrat utilizada como marca editorial de la imprenta; representa el monasterio entre una serie de peñascos escalonados en los que se pueden ver varias cruces y la Virgen María con el Niño Jesús en brazos                                                                                                | 28,8 × 40,9              | 35                         |
| 24.02            | «Quinto centenario del nacimiento de Carlos V» 1) Retrato del emperador Carlos V como Gran Maestre de la Orden del Toisón de Oro | 33,2 × 49,9              | 35                         |
| 24.02            | 2) Retrato del emperador Carlos V a los 40 años | 33,2 × 49,9              | 70                         |
| 24.02            | 3) Fragmento del cuadro Carlos V a caballo en Mühlberg, pintado por Tiziano en 1548 y procedente del Museo del Prado En la hoja bloque se aprecia la figura del cuadro completa y de fondo el mapa Typus Orbis Terrarum del geógrafo y cartógrafo flamenco Abraham Ortelius (HB) | 40,9 × 49,6 (125 × 90)   | 150                        |
| 24.03            | «Las Edades del Hombre – Astorga» Con motivo de la exposición Encrucijadas realizada por la fundación Las Edades del Hombre en la Catedral de Astorga. 1) Una talla románica de la Virgen de la Majestad del siglo XII | 28,8 × 40,9              | 70                         |
| 24.03            | 2) El "Lignum Crucis" conocido como el relicario de la Vera Cruz, del siglo XII, y un esenciero árabe del siglo X | 28,8 × 40,9              | 100                        |
| 07.04            | «Paradores de turismo» 1) Parador nacional de Sos del Rey Católico en la provincia de Zaragoza | 40,9 × 28,8              | 35                         |
| 12.04            | «Centenarios» 1) Conmemoración del séptimo centenario de la Universidad de Lérida; en el sello se reproduce la fachada del Rectorado y el emblema institucional | 40,9 × 28,8              | 35                         |
| 12.04            | 2) Conmemoración del quinto centenario de la Universidad de Valencia; en el sello se reproduce la fachada del Rectorado y el emblema institucional | 40,9 × 28,8              | 70                         |
| 28.04            | «Centenario del R.C.D. Español de Barcelona» 1) Conmemoración del centenario del Real Club Deportivo Español; en el sello se reproduce el logotipo del centenario y la bandera azul y blanca del equipo | 28,8 × 40,9              | 35                         |
| 04.05            | «S.A.R. doña Mercedes de Borbón y Orleans» 1) Retrato de S.A.R. doña María de las Mercedes de Borbón y Orleans, condesa de Barcelona y madre del rey Juan Carlos I, como honra tras cuatro meses de su deceso | 28,8 × 40,9              | 35                         |
| 09.05            | «Europa 2000» 1) Serie anual a cargo de PostEurop, ese año bajo el tema Día de Europa; el sello reproduce el dibujo conocido como La torre de seis estrellas | 28,8 × 40,9              | 70                         |
| 25.05            | «Ciencias» 1) Conmemoración del tricentenario de la Real Academia de Medicina de Sevilla; en el sello se reproduce el emblema institucional | 40,9 × 28,8              | 35                         |
| 25.05            | 2) Retrato del matemático Julio Rey Pastor, uno de los matemáticos españoles más brillantes, con motivo del Año Mundial de las Matemáticas | 40,9 × 28,8              | 70                         |
| 25.05            | 3) Conmemoración del 150.º aniversario de la Facultad de Farmacia de Granada; en el sello se reproduce la fachada del Palacio de Caicedo, una de las sedes de la Facultad | 40,9 × 28,8              | 100                        |
| 25.05            | 4) El Museo de las Ciencias Príncipe Felipe en la Ciudad de las Artes y las Ciencias de Valencia | 40,9 × 28,8              | 185                        |
| 26.05            | «Cómics» 1) Las hermanas Gilda, historieta de los años 50 y 60, del dibujante y guionista Manuel Vázquez | 40,9 × 28,8              | 35                         |
| 26.05            | 2) Roberto Alcázar y Pedrín, historieta de los años 40 y 50, del dibujante Eduardo Vañó | 28,8 × 40,9              | 70                         |
| 02.06            | «700º aniversario de la villa de Bilbao» 1) Reproducción del Museo Guggenheim de Bilbao, obra del arquitecto canadiense Frank O. Gehry, visto desde la ría | 40,9 × 28,8              | 70                         |
| 09.06            | «Arte español» 1) Detalle de la escultura Oración en el Huerto (1754), talla en madera policromada, del escultor murciano Francisco Salzillo | 28,8 × 40,9              | 70                         |
| 16.06            | «Exfilna 2000 – Avilés (Asturias)» (HB) 1) Detalle de un escudo de la fuente de los Caños de San Francisco con motivo de la XXXVIII Exposición Filatélica Nacional (Exfilna), celebrada en Avilés La hoja bloque reproduce la fuente completa | 28,8 × 40,9 (105 × 78)   | 185                        |
| 19.06            | «Árboles» 1) La encina (Quercus ilex) | 33,2 × 33,2 –romboide–   | 70                         |
| 19.06            | 2) El pino silvestre (Pinus sylvestris) | 33,2 × 33,2 –romboide–   | 150                        |
| 23.06            | «Fiestas populares» 1) El Paso del Fuego, fiesta que tiene lugar la noche de San Juan en la localidad de San Pedro Manrique (Soria) | 40,9 × 28,8              | 35                         |
| 23.06            | 2) Las Fiestas Caballerescas de San Juan en la localidad menorquina de Ciudadela | 40,9 × 28,8              | 70                         |
| 26.06            | «Beato José María Escrivá de Balaguer» 1) Retrato del beato Josemaría Escrivá de Balaguer, fundador del Opus Dei, con motivo del 25º aniversario de su muerte. También se puede ver la mitad superior del símbolo de esta institución y las palabras «El trabajo es medio y camino de santidad»                                                                                        | 40,9 × 28,8              | 70                         |
| 14.07            | «V centenario de la carta de Juan de la Cosa» (HB) 1) El sello reproduce el mapa de Juan de la Cosa En la hoja bloque se pueden ver reproducciones de diferentes monumentos de El Puerto de Santa María, como por ejemplo el Castillo de San Marcos y la Puerta del Sol de la Iglesia Mayor Prioral, así como los logotipos del centenario y del ayuntamiento de la localidad gaditana | 81,8 × 57,6 (163,6 × 87) | 150                        |
| 28.07            | «Caballos cartujanos» 1-6) Seis dibujos diferentes del caballo cartujano realizados con las técnicas de lápiz en color y aguada | 40,9 × 28,8              | 20, 35, 70, 100, 150 y 185 |
| 21.09            | «Bienes culturales y naturales Patrimonio Mundial de la Humanidad» 1) El Monumento Natural de las Médulas en la comarca de El Bierzo (León) | 49,8 × 33,2              | 35                         |
| 21.09            | 2) El Palacio de la Música Catalana en Barcelona | 49,8 × 33,2              | 150                        |
| 21.09            | 3) El espacio natural de Pirineos - Monte Perdido en el Pirineo occidental. En el sello se reproduce el monte Perdido | 33,2 × 49,8              | 70                         |
| 22.09            | «Correspondencia epistolar escolar – Historia de España I» Serie monográfica estudiantil, cuyas ilustraciones son obra de los humoristas gráficos Gallego & Rey 1) El hombre de Atapuerca (800.000 a. C.) | 40,9 × 28,8              | 20                         |
| 22.09            | 2) Pinturas de Altamira (12.000 a. C.) | 40,9 × 28,8              | 20                         |
| 22.09            | 3) Fenicios (1100 a .C.) | 40,9 × 28,8              | 20                         |
| 22.09            | 4) Tartesios (800 a. C.) | 40,9 × 28,8              | 20                         |
| 22.09            | 5) Iberos y celtas (500 a. C.) | 40,9 × 28,8              | 20                         |
| 22.09            | 6) Dama de Elche (480 a. C.) | 40,9 × 28,8              | 20                         |
| 22.09            | 7) Cartagineses (237 a. C.) | 40,9 × 28,8              | 20                         |
| 22.09            | 8) España romana (197 a. C.) | 40,9 × 28,8              | 20                         |
| 22.09            | 9) Viriato (147 a. C.) | 40,9 × 28,8              | 20                         |
| 22.09            | 10) Numancia (133 a. C.) | 40,9 × 28,8              | 20                         |
| 22.09            | 11) Acueducto de Segovia (50) | 40,9 × 28,8              | 20                         |
| 22.09            | 12) Vándalos, suevos y alanos (409) | 40,9 × 28,8              | 20                         |
| 22.09            | 13) Visigodos (415) | 40,9 × 28,8              | 20                         |
| 22.09            | 14) Recaredo (589) | 40,9 × 28,8              | 20                         |
| 22.09            | 15) Los árabes (711) | 40,9 × 28,8              | 20                         |
| 22.09            | 16) Don Pelayo (722) | 40,9 × 28,8              | 20                         |
| 22.09            | 17) Camino de Santiago (813) | 40,9 × 28,8              | 20                         |
| 22.09            | 18) Reinos de Taifas (1031) | 40,9 × 28,8              | 20                         |
| 22.09            | 19) El Cid (1099) | 40,9 × 28,8              | 20                         |
| 22.09            | 20) Las Navas de Tolosa (1212) | 40,9 × 28,8              | 20                         |
| 22.09            | 21) Alfonso X, el Sabio (1252) | 40,9 × 28,8              | 20                         |
| 22.09            | 22) La Dinastía Trastámara (1369) | 40,9 × 28,8              | 20                         |
| 22.09            | 23) La Inquisición (1474) | 40,9 × 28,8              | 20                         |
| 22.09            | 24) Los Reyes Católicos (1479) | 40,9 × 28,8              | 20                         |
| 10.10            | «España 2000» (HB) —las siguientes descripciones se interpretan así: hoja bloque / sello— 1) Canción melódica: el cantante Julio Iglesias / la estrella con el autógrafo y la mano impresa del cantante en el Paseo de la Fama de Hollywood | 40,9 × 28,8 (105 × 78)   | 200                        |
| 10.10            | 2) Canción y música actual: el músico y cantante Alejandro Sanz / su autógrafo en un CD | 40,9 × 28,8 (105 × 78)   | 200                        |
| 10.10            | 3) Cine español: el actor Antonio Banderas / su autógrafo en un pedazo de película cinematográfica en la que además se ve un cinematógrafo | 40,9 × 28,8 (105 × 78)   | 200                        |
| 10.10            | 4) Moda española: el diseñador Jesús del Pozo / su autógrafo al lado de un maniquí de costura | 40,9 × 28,8 (105 × 78)   | 200                        |
| 10.10            | 5) Fútbol: el delantero del Real Madrid, Raúl González / su autógrafo en un balón de fútbol | 40,9 × 28,8 (105 × 78)   | 200                        |
| 10.10            | 6) Ciclismo: el ciclista navarro Miguel Induráin / su autógrafo en una rueda de bicicleta, cuyo movimiento se representa por tres rayos de los colores del equipo Banesto: rojo, amarillo y azul | 40,9 × 28,8 (105 × 78)   | 200                        |
| 10.10            | 7) Baile flamenco: el bailaor Joaquín Cortés / las manos del bailaor en acción y su autógrafo | 40,9 × 28,8 (105 × 78)   | 200                        |
| 10.10            | 8) Baile flamenco: la bailaora Sara Baras / los pies con zapatos rojos de la bailaora en acción | 40,9 × 28,8 (105 × 78)   | 200                        |
| 10.10            | 9) Televisión: El realizador y director de programas televisivos, Narciso Ibáñez Serrador; el animador y presentador Emilio Aragón Álvarez, y el cantante y presentador, Bertín Osborne / los logotipos de TVE-1, Tele 5 y Antena 3 | 40,9 × 28,8 (105 × 78)   | 200                        |
| 10.10            | 10) Radio: los periodistas Luis del Olmo, Iñaki Gabilondo, Nieves Herrero y Luis Herrero / una radio antigua y una antena moderna | 40,9 × 28,8 (105 × 78)   | 200                        |
| 10.10            | 11) Prensa: algunos personajes de viñeta creados por los humoristas gráficos Gallego & Rey (El Mundo), Mingote (ABC), Romeu (El País), Toni (La Vanguardia) y Zulet (El Correo) / el logotipo de estos cinco periódicos | 40,9 × 28,8 (105 × 78)   | 200                        |
| 19.10            | «Personajes populares» 1) El tenor lírico Alfredo Kraus | 28,8 × 40,9              | 70                         |
| 27.10            | «UPAEP 2000» 1) Un dibujo a cargo del artista plástico Rafael Seco que representa la campaña por la prevención y la lucha contra el SIDA, es el diseño elegido por España para la emisión conjunta de la UPAEP, ese año bajo el tema Campaña contra el SIDA | 28,8 × 40,9              | 70                         |
| 09.11            | «Navidad 2000» 1) Diseño de la dibujante alemana Cristiane Hemmerich que representa un belén en tres escenas, a modo de tríptico: el Nacimiento de Jesús (parte central), la Adoración de los Magos (izquierda) y la Adoración de los Pastores (derecha) | 33,2 × 33,2              | 35                         |
| 09.11            | 2) Versión de la Natividad en un retablo de la iglesia de Wildungen pintado por el maestro alemán Conrad de Soest | 33,2 × 33,2              | 70                         |
| 10.11            | «Santa María la Real» 1) Reproducción de la portada de la Iglesia de Santa María la Real en Aranda de Duero (Burgos) | 28,8 × 40,9              | 35                         |
| 17.11            | «Literatura española. Personajes de ficción» 1) Ilustración de la novela Entre naranjos del escritor valenciano Vicente Blasco Ibáñez | 40,9 × 28,8              | 35                         |
| 17.11            | 2) Ilustración de la obra teatral La venganza de Don Mendo del escritor andaluz Pedro Muñoz Seca | 40,9 × 28,8              | 70                         |
| 17.11            | 3) Ilustración de la obra dramática El alcalde de Zalamea de Calderón de la Barca | 40,9 × 28,8              | 100                        |
| 20.11            | «Serie básica – oro» 1) La efigie del rey Juan Carlos I en color magenta | 21,5 × 24,9              | 20                         |